# Paredes (Portugal)
Paredes es una ciudad portuguesa del distrito de Oporto, região Norte y subregión de Támega, con cerca de 7300 habitantes.

## Geografía
Es sede de un municipio con 156,56 km² de área y 84 371 habitantes (2021), subdividido en dieciocho freguesias. El municipio está limitado al norte con el municipio de Paços de Ferreira, al este con Lousada y Penafiel, al sudoeste con Gondomar y al oeste con Valongo. El municipio nació en 1836, sucediendo, en gran parte, al antiguo municipio de Aguiar de Sousa.

## Demografía
| Gráfica de evolución demográfica de Paredes entre 1864 y 2021 |
|                                                               |
| Datos según el nomenclátor publicado por el INE portugués.    |

## Freguesias
Las freguesias de Paredes son las siguientes:
- Aguiar de Sousa
- Astromil
- Baltar
- Beire
- Cete
- Cristelo
- Duas Igrejas
- Gandra
- Lordelo
- Louredo
- Parada de Todeia
- Paredes
- Rebordosa
- Recarei
- Sobreira
- Sobrosa
- Vandoma
- Vilela